# Армстронг, Хантер
Джозеф Хантер Армстронг (англ. Joseph Hunter Armstrong; род. 24 января 2001, Довер, Огайо) — американский профессиональный пловец. Двукратный Олимпийский чемпион, многократный чемпион мира, Экс-рекордсмен мира.

## Биография
Хантер родился в Дувре, штат Огайо, в семье Райана и Эди Армстронг. У него есть старший брат по имени Джейк. Армстронг окончил среднюю школу Дувра (англ. Dover High School) в Дувре, штат Огайо, в 2019 году, где он выступал в составе сборной городских школ Кантона.

## Карьера
Первым крупным успехом в карьере Армстронга стало завоевание золотой медали в составе сборной США в эстафете 4×100 м комплексным плаванием на Олимпийских играх 2020 года в Токио.
В дальнейшем, на Чемпионатах мира 2022 года в Будапеште, пловец завоевал пять медалей: золотые в эстафете 4×100 м вольным стилем и смешанной эстафете 4×100 м комплексным плаванием, серебряную в эстафете 4×100 м комплексным плаванием и на дистанции 50 м на спине, а также бронзовую на дистанции 100 м на спине.
На Чемпионате мира 2023 года в Фукуоке Армстронг стал чемпионом на дистанции 50 м на спине и в эстафете 4×100 м комплексным плаванием, добавив к этому бронзовую медаль на дистанции 100 м на спине.
На Чемпионате мира 2024 года в Дохе пловец завоевал золото на дистанции 100 м на спине, в эстафете 4×100 м комплексным плаванием и в смешанной эстафете 4×100 м комплексным плаванием. Также в его активе серебряная медаль на дистанции 50 м на спине и бронзовые в эстафетах 4×100 м вольным стилем, 4×200 м вольным стилем и смешанной эстафете 4×100 м вольным стилем.
Помимо успехов на длинной воде, Армстронг также является призёром Чемпионатов мира (25 м). На турнире 2022 года в Мельбурне он стал чемпионом в эстафете 4×100 м комплексным плаванием и завоевал серебро в эстафете 4×50 м комплексным плаванием.
На Олимпийских играх 2024 года в Париже Хантер завоевал золото в эстафете 4×100 м вольным стилем и серебро в эстафете 4×100 м комплексным плаванием.
28 апреля 2022 года на Чемпионате США Армстронг установил мировой рекорд на дистанции 50 м на спине.